# قهوه‌خانه قنبر
قهوه‌خانه قنبر، عنوان یکی از قهوه‌خانه‌های بسیار معروف و قدیمی تهران است، که در خیابان ناصریه تهران واقع بود. قهوه‌خانه قنبر از فرط شهرت، به متل‌ها و ضرب‌المثل‌‌های ایرانی راه پیدا کرده و به طور معمول به محلی که به صورت پاتوق افراد زیادی درآمده و افراد در آن به تفریح و گپ زدن مشغول باشند، قهوه‌خانه قنبر گفته می‌شود.

## شرح
قهوه‌خانه قنبر از قهوه خانه‌های معتبر و معروف در تهران قدیم بود، که در خیابان ناصریه قرار داشت. ظاهراً صاحب این قهوه‌خانه فردی به نام قنبر بوده است.
بر اساس نوشتۀ ناصر نجمی در کتاب تهران عهد ناصری، از جمله شاخص‌ترین ویژگی‌های این قهوه‌خانه قنبر این بود که در آن روزنامه خواندن را منع می‌کردند. اما در عوض فردی به نام درویش مرحب، هر شب و هر روز در آنجا به نقالی می پرداخت و داستان‌های شاهنامه را برای مشتریان این قهوه خانه، نقل می‌کرد.
همچنین از دیگر برنامه‌های رایج در این قهوه خانه، اجرای تیاتر توسط پهلوان کچل و گل بدن خانوم بود، که این برنامه را با تردستی و مهارت بسیار، به اجرا میگذاشتند و هر بار قصۀ شیرینی را نمایش می‌دادند.
افزون براین، لوطی عظیم و لوطی غلامحسین نیز، که هر دو از لوطی ها و کشتی گیران معروف تهران بودند، بسیاری از اوقات در محوطۀ پشت قهوه خانه قنبر معرکه می گرفتند و بدینوسیله مردم را شاد و سرگرم می‌کردند.